# Petrichus corticinus
Petrichus corticinus är en spindelart som beskrevs av Cândido Firmino de Mello-Leitão 1944. 
Petrichus corticinus ingår i släktet Petrichus och familjen snabblöparspindlar. Inga underarter finns listade i Catalogue of Life.